# Pomnik Ferdinanda Cohna
Pomnik Ferdinanda Cohna (niem. Ferdinand Cohn Denkmal) – pomnik przedstawiający Ferdinanda Juliusa Cohna, twórcę nowoczesnej bakteriologii i mikrobiologii, który znajdował się we Wrocławiu w Parku Południowym. Zlikwidowany po 1945 r.

## Historia
Pomnik został zaprojektowany przez Ilse Conrad – bratanicę Ferdinanda. Odsłonięty został 15 października 1908 r. w Parku Południowym, który F. Cohn współtworzył, wybierając rośliny do nasadzeń. Ze względu na żydowskie pochodzenie Cohna, w latach 30. XX wieku naziści częściowo zniszczyli pomnik, usuwając z niego napis dedykacyjny i nazwali go „Figurą Szczepiącego Kasztany”. Pomnik został zlikwidowany po 1945 r. .

## Projekt i wymowa
Pomnik przedstawiał Ferdinanda Cohna szczepiącego drzewo, a na cokole znajdował się napis: Dem Andenken an Ferdinand Cohn. 24 Januar 1828. 25 Juni 1898.